# El Señor de los Bosques
El Señor de los Bosques es una serie documental de entretenimiento que abarca el mundo de la naturaleza. El programa documental cuenta ya con cinco temporadas y fue ideado por la productora Zona Mixta para Televisión Española. Tiene un formato de 30 minutos y de la mano del micólogo Vicente Sevilla o del naturalista y periodista ambiental César Javier Palacios (a partir de la séptima temporada) descubre la naturaleza que se encuentra en los diversos parajes españoles.

## Argumento
El argumento del programa discurre en torno a un personaje famoso, actor, atleta, cantante, etc, que acompaña a un experto en naturaleza a lo largo de una travesía por diferentes localizaciones españolas, acabando en una cita gastronómica, donde ambos cocinan junto a un chef que les espera, con los productos del campo que han ido recolectando en su camino.

## Localizaciones
La serie documental ha ido abarcando diferentes zonas y reservas naturales españolas, en sus diferentes temporadas.
Valle de Tena, Selva de Irati, El valle de Bohí, Monte de Penyagolosa, Geoparque de Villuercas, El Tiemblo (Ávila), Valle Alto del Lozoya, Laguna Negra, El Puerto de Canencia, Parque natural de la Sierra de las Nieves, Sierra del Rincón (Reserva de la biosfera), Serranía de Cuenca, Cerezo de Arriba y Riaza, Monte Corona, Sierra de Cardeña y de Montoro, Sierra de Grazalema en Cádiz, El Pinar de Hoyocasero, El bosque del río Eume, Fraga de Catasos, Collsacabra, Pinilla del Valle, Hayedo de Otzarreta- Bizkaia, Sierra de Guadalajara, La Acebeda, Campas de Arraba, Sabinar de Calatañazor (Soria), Bosque de Moal, Sierra de Cebollera, Austigarmín, Valle de la Fuenfría, Valle del Ambroz, Sirre de Montsant (Tarragona), Gargantilla del Lozoya, Las Hoces del Duratón, Valle de Iruelas, Monte Abantos, La Sierra de Albarracín, El bosque de Leurtza, Parque de Ubiñas (Oviedo), Sierra de Huétor, Río Pelagallinas, parque natural de Peñas de Aya, Sierra de Mariola, Braojos de la Sierra, Valle del Jerte, Piedralaves, Valle de Iruelas, Santa María de la Alameda, Montes segovianos (Riaza), el bosque Dos Grobos en Agüeira, Mirador dels Orris, Mirador de la Forestal, El Hayedo de Urbasa, La Braña de las Cadenas, El parque natural del Cadí-Moixeró, La Chorrera de las Hoyuelas, El cañón del río Pirón.

## Guion
En cada capítulo de El señor de los Bosques intervienen tres elementos principales:
- Entrevista: La entrevista con un invitado famoso o destacado. El naturalista va paseando con el personaje y a la vez va explicando diversos elementos del campo, como plantas, árboles o setas. La conversación con el invitado se convierte en una especie de entrevista muy familiar.
- Elemento educativo: Mientras se desarrolla la entrevista suceden encuentros con los elementos que se van encontrando los personajes en los parajes boscosos españoles. El naturalista explica al invitado la función biológica de las setas, plantas y árboles e incluso insectos que van apareciendo en escena.
- Cocina: El programa concluye con una receta singular llevada a cabo con los elementos recolectados a lo largo del viaje. Para ello se cuenta con el apoyo de un chef especializado.

## Reparto y Temporadas

### 1ª temporada (2017)
- Vicente Sevilla - Micólogo
- Diego Ferrer - Chef Ejecutivo

#### Personajes Invitados
- María Vasco - Atleta Olímpica
- Guillermo Montesinos - Actor
- Joaquín Araujo - Naturalista
- Sergio Peris-Mencheta - Actor
- Eduardo Soto - Actor
- Jorge Blas - Mago

### 2ª temporada (2018)
- Vicente Sevilla - Micólogo
- Diego Ferrer - Chef Ejecutivo

#### Personajes Invitados
- Ouka Leele - Fotógrafa y Artista
- Esther Arroyo - Actriz
- Juan Luis Cano - Gomaespuma
- Roberto Álvarez - Actor
- María Botto - Actriz
- Francine Gálvez - Periodista y Presentadora
- Merche - Cantante
- Virginia y Raquel - Gandoras de Master Chef
- Miquel Silvestre - Protagonista de El viajero
- Antonio Carmona - Cantante
- Belinda Washington - Actriz
- Pepe Solla - Jefe de cocina
- Odile Rodríguez de la Fuente - Bióloga
- Anthony Blake - Ilusionista
- Juan Muñoz - Actor
- Irene Visedo - Actriz

### 3ª temporada (2019)
- Vicente Sevilla - Micólogo
- Diego Ferrer - Chef Ejecutivo

#### Personajes Invitados
- Juanito Oiarzabal - Alpinista
- Carlos Simón - Buzo
- Hevia - Músico
- Paola Dominguín - Modelo y Diseñadora
- Juan Antonio Simarro - Músico Compositor
- Aida Folch - Actriz
- Rubén Ochandiano - Actor
- Lorena Gómez - Ganadora OT 2006
- Quico Taronjí - Periodista
- Luis Cobos - Compositor Director de Orquesta
- David Otero - Músico
- Kiko Veneno - Músico

### 4ª Temporada (2020)
- Vicente Sevilla - Micólogo
- Javier Peña - Chef

#### Personajes Invitados
- Miriam Díaz Aroca - Actriz
- Tamar Novas - Actor
- Teté Delgado - Actriz
- Diana Navarro - Cantante
- Manu Tenorio - Cantante
- Laura Sánchez - Modelo
- Lucía Etxebarría - Escritora
- Santiago Urrialde - Humorista
- Ruth Núñez - Actriz
- Marcial Álvarez - Actor
- Enma Ozores - Enma Ozores
- Raúl Pérez - Imitador
- Ramón Langa - Actor

### 5ª temporada (2021)
- Vicente Sevilla - Micólogo
- Aizpea Oihaneder - Chef

#### Personajes Invitados
- Josema Yuste - Actor
- * Marta Larralde - Actriz
- Iván Massagué - Actor
- Fernando Tejero - Actor
- Andrés Salado - Director de Orquesta
- Ruth Beitia - Atleta
- Octavi Pujades - Actor
- Sara Escudero - Monologuista
- Jesús Cabrero - Actor

### 6ª temporada (2022)
- Vicente Sevilla - Micólogo
- Aizpea Oihaneder - Chef

### 7ª temporada (2023)
- César Javier Palacios - Naturalista
- Aizpea Oihaneder - Chef

#### Personajes Invitados
- Cristina Medina - Actriz
- Gorka Otxoa - Actor
- Luis Larrodera - Actor y presentador
- Nico Abad - Periodista deportivo
- Juan Manuel de Prada - Escritor
- Ana Álvarez - Actriz
- José Miguel Antúnez - Jugador de baloncesto
- Inés la Maga - Ilusionista
- Raquel Martos - Periodista y presentadora
- Zenet - Cantante y compositor
- Bárbara Goenaga - Actriz
- Nena Daconte - Cantante
- Lluvia Rojo - Actriz

### 7ª temporada (2024)
- César Javier Palacios - Naturalista
- Aizpea Oihaneder - Chef

Personajes Invitados
- Lucrecia - Cantante y presentadora
- Gonzalo D'Ambrosio - Cocinero
- Paula Vázquez - Actriz y presentadora
- Anabel Alonso - Actriz y humorista
- Santi Rodríguez - Actor y humorista
- David Amor - Actor y humorista
- Julian Iantzi - Presentador y periodista
- Roser - Cantante y presentadora
- Eduardo Sáenz de Cabezón - Matemático y presentador
- Chiqui Fernández - Actriz
- Unax Ugalde - Actor
- Juanjo Artero - Actor
- Tonino - Presentador

## Música original
La música es muy importante en cada capítulo ya que se encarga de realzar los paisajes naturales. Además es un elemento que está muy presente, llegando a abarcar hasta 24 minutos en cada programa, de los 30 minutos de duración.
Tanto la cabecera o síntonia como los cortes que aparecen en la serie documental han sido compuestos por el músico Ernesto Martín López "Jary" para la editorial musical de rtve.

### Algunas de sus obras
- "El Bosque Verde" por Ernesto Martín López (código de obra SGAE-16.206.751) - Música de la Cabecera
- "El Hada" por Ernesto Martín López (código de obra SGAE-16.106.531)
- "Keops" por Ernesto Martín López (código SGAE-16.106.555)